# Carlos Átila
Carlos Átila Alvares da Silva (Nova Lima, 26 de maio de 1938 – Brasília, 11 de julho de 2019) foi um diplomata e membro de Corte de Contas brasileiro.
Bacharel em Direito pela Pontifícia Universidade Católica do Rio de Janeiro e diplomata formado no Instituto Rio Branco, ambos em 1961. Seguiu carreira no Itamaraty até 1981, tendo sido Oficial de Gabinete dos Ministros das Relações Exteriores Affonso Arinos de Melo Franco e Hermes Lima; Chefe da Divisão de Programas de Promoção Comercial; Chefe do Setor Econômico da Embaixada do Brasil em Buenos Aires, República Argentina; Assessor da Delegação Permanente do Brasil na ALALC - Associação Latino-Americana de Livre Comércio, em Montevidéu, Uruguai, e Chefe do Setor de Promoção Comercial da Embaixada do Brasil em Paris, França, quando foi convidado em março de 1981 pelo então presidente da república João Figueiredo para ser porta-voz da presidência. Ocupou o cargo até 1985, quando foi nomeado ministro do Tribunal de Contas da União, em substituição a Luiz Octavio Gallotti. Presidiu a corte de contas no biênio 1992/1993.
Permaneceu no Tribunal até aposentar-se em 17 de dezembro de 1998, sendo substituido por Walton Alencar Rodrigues. Depois da aposentadoria no TCU, exerceu a advocacia e tornou-se produtor da "Cachaça DOMINISTRO', na cidade de Alexânia, Goiás.
Faleceu em 11 de julho de 2019 aos 81 anos de idade, após sofrer um infarto enquanto almoçava.